# Júpiter-C
El Júpiter-C fue un tipo de Cohete sonda usado para tres vuelos suborbitales llevados a cabo en 1956 y 1957. Fue diseñado por la Army Ballistic Missile Agency (ABMA) de los EE.UU. Los tres vuelos fueron lanzados desde la Estación de la Fuerza Aérea de Cabo Cañaveral.

## Descripción

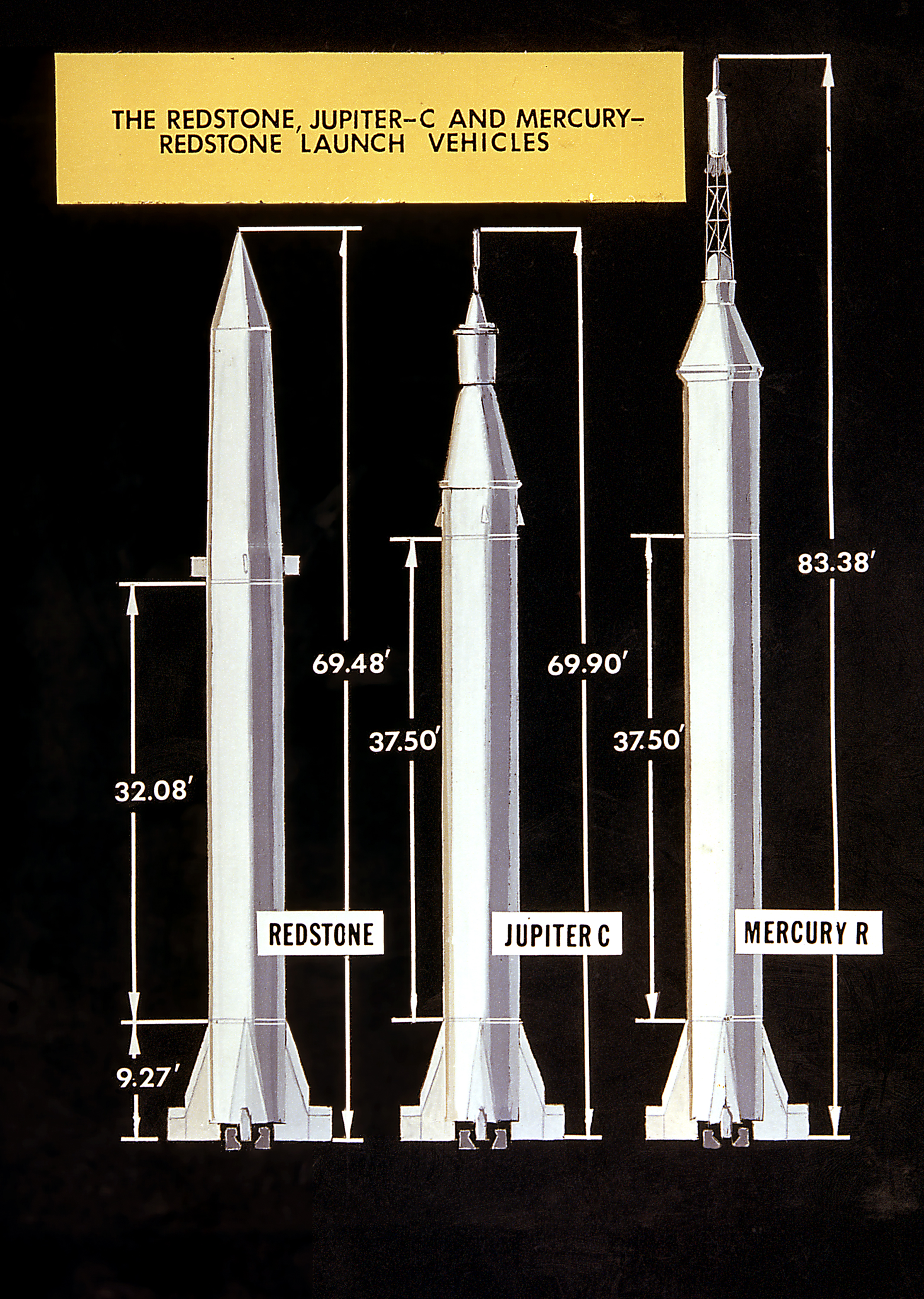
El cohete Redstone, el Júpiter-C y el Mercury comparados.

Cada vehículo consistía en un Redstone modificado con dos etapas de propelente sólido adicionales. Los tanques del Redstone fueron alargados 2,4 metros para proveer combustible adicional. El compartimiento de instrumentos era más pequeño y ligero que en el Redstone.
La segunda etapa era un anillo externos formado por 11 cohetes Sergeant a escala; la tercera etapa estaba formada por la unión de 3 cohetes Sergeant a escala. Estas fueron colocadas en posición por mamparas y anillos, rodeados por un escudo cilíndrico externo. 
El Juno I fue un vehículo lanzador de satélites basado en el Júpiter-C, pero con la adición de una cuarta etapa. El nombre derivó del deseo de von Braun de hacerlo aparecer tan pacífico como el Vanguard, el cual no era un arma, pues fue desarrollado a partir del cohete Viking diseñado para estudio del clima. En ocasiones el Júpiter-C es referido en forma incorrecta como Juno I.
El Júpiter-C fue usado como vehículo para probar la reentrada de las ojivas a la atmósfera; este fue posteriormente utilizado sobre el misil móvil más avanzado Júpiter IRBM.

## Características generales
- Peso configurado para el lanzamiento del Explorer 1, cargado/vacío
  - Peso Total: 29.000 kg/4.640 kg
  - Etapa 1 28.400 kg/4.400 kg
  - Etapa 2 460 kg/220 kg
  - Etapa 3 130 kg/64 kg
- Propulsión
  - Etapa 1: Rocketdyne dispositivos A-7
    - empuje, 83.000 lbf (370 kN)
    - tiempo de combustión, 155 s
    - impulso específico, 235 s (2.30 kN•s/kg)
    - propergol, oxígeno líquido, como oxidante, y "Hidina" (60% 1,1-dimetilhidrazina y 40% de dietilenetriamina), como combustible
    - alimentación de combustible, tipo turbobomba
    - impulso de la turbobomba, 90% de peróxido de hidrógeno descompuesto por un lecho catalítico para producir vapor de agua

  - Etapa 2: Once JPL cohetes Sergeant elaborados a escala
    - empuje, 16,500 lbf (73 kN)
    - tiempo de combustión, 6.5 s
    - impulso específico, 220 s (2.16 kN•s/kg)
    - propergol, polisulfuro de aluminio y perclorato de amonio (propelente sólido)

  - Etapa 3: Tres JPL scaled-down Sergeant rockets
    - empuje, 4.500 lbf (24 kN)
    - tiempo de combustión, 6.5 s
    - impulso específico, 235 s (2.30 kN•s/kg)
    - propergol, lo mismo que para la etapa 2

## Historia de los vuelos
- El 20 de septiembre de 1956: impulsó una carga útil de 39,2 kg .2 kg incluyendo una imitación de satélite con 14 kg a una altitud de 1.100 km, a una velocidad de 25.000 kph (7 km/s), con un rango de 5.300 km, desde Cabo Cañaveral en Florida.[3]
- El 15 de mayo de 1957: trasportó una ojiva a escala de 140 kg a una altitud de 560 km y un rango de 1.100 km.
- El 8 de agosto de 1957: llevó una ojiva Júpiter a escala 1:3 hasta una altura de 460 km y un rango de 2.140 km[4]